# Історія інтернету
Історія інтернету бере свій початок із розробок, спрямованих на створення та взаємозв'язок комп'ютерних мереж, що з'явилися внаслідок досліджень США та передбачали міжнародну співпрацю, зокрема з дослідниками з Великої Британії та Франції.

## Початки інтернету
Інформатика наприкінці 1950-х років була новою дисципліною, яка вивчала розподіл часу між користувачами тогочасних комп'ютерів, а дещо пізніше — можливості доступу до обчислювальних ресурсів через телекомунікаційні мережі.
Проєкт глобальної комп'ютерної мережі описав 1960 року Джозеф Ліклайдер.
Творцем концепції інтернету є Пол Берен, який 1962 року опублікував 12-томну працю, в якій запропонував розподілену мережу на основі даних у блоках повідомлень, здатну пережити прогнозовану на той час Третю світову війну. 1965 року Дональд Девіс, працюючи в Національній фізичній лабораторії (NPL) у Великій Британії, розробив принцип системи комутації пакетів та запропонував побудувати національну комерційну мережу даних.

### ARPANET
Історія інтернету починається 29 жовтня 1969 року, коли Каліфорнійський університет у Лос-Анджелесі (UCLA), а незабаром і три інші університети, взяли участь в експерименті, який мав дослідити можливість побудови комп'ютерної мережі без виділеної центральної точки, яка могла б функціонувати, навіть якщо якась її частина була пошкоджена — всі наявні на той час мережі керувалися одним основним комп'ютером, збій якого робив усю мережу непридатною для використання. Така мережа не була придатною для командування армією під час війни, оскільки головний вузол мережі був би першою ціллю ворожої атаки. Експеримент фінансувало Агентство перспективних дослідницьких проєктів(ARPA) Міністерства оборони США, яке уклало контракти на розробку проєкту ARPANET, керівниками якого стали Роберт Тейлор та Лоуренс Робертс. ARPANET використовувала технологію комутації пакетів, запропоновану Дональдом Девісом та Полом Береном, співробітником корпорації RAND, підкріплену математичними дослідженнями початку 1970-х Леонарда Кляйнрока з UCLA. Мережу побудували Болт, Беранек та Ньюман.
ARPANET виведено з експлуатації в 1990 році.

### TCP/IP
На початку 1970-х передавання даних забезпечували ранні мережі комутації пакетів, такі як NPL, ARPANET, Merit Network та CYCLADES. Проєкти ARPA та діяльність міжнародних робочих груп привели до розробки протоколів для роботи в інтернеті, в яких декілька окремих мереж могли бути об'єднані в одну спільну мережу. Боб Кан з ARPA та Вінт Серф із Стенфордського університету у 1974 році опублікували дослідження, результати якого використано для створення протоколу керування передаванням (TCP) та інтернет-протоколу (IP) — двох основних протоколів інтернету. Дизайн протоколу включав концепції французького проєкту CYCLADES розробника Луї Пузена.
TCP — це протокол керування передаванням, згідно з яким дані, що надсилаються через інтернет, у відправника розбиваються на так звані пакети, які в одержувача з'єднуються. IP — це протокол, який визначає спосіб адресації. Будь-які два комп'ютери, що використовують TCP/IP, можна з'єднати між собою. Якщо в частині мережі виникає несправність, інформація обходить цей фрагмент мережі і іншим шляхом досягає місця призначення. TCP формально не залежить від IP — тобто його можна використовувати з комп'ютерною системою ідентифікації, яка не керується IP.
Спочатку мережа ARPANET використовувала кілька різних способів ідентифікації комп'ютерів, і лише праці Джонатана Постела на початку 1980-х років призвели до їх об'єднання в тому вигляді, який ми знаємо сьогодні. Постел у 1982—1983 роках також створив другу фундаментальну опору інтернету — систему DNS, яка пов'язує номери IP комп'ютерів з ієрархічно побудованими доменними іменами в інтернеті.
У 1983 році протоколи TCP/IP прийнято як військові стандарти. На той час термін «інтернет» став загальновживаним. У 1989 році, коли проєкт ARPANET було закрито, але до 1991 року діяла заборона на використання TCP/IP в комерційних цілях, видана Національним науковим фондом, скасування цієї заборони зробило інтернет доступним для ширшого кола користувачів.

### Usenet
У 1979 році, на противагу закритій ARPANET, американські студенти, які вивчали інформатику, створили мережу Usenet, яка з'єднувала спочатку лише два університети. Поступово вона набула поширення серед ІТ-спеціалістів. Usenet розвивалася швидше, ніж ARPANET, завдяки численним дискусійним групам, причому не лише професійним, але й розважальним. У 1982 році було об'єднано мережі Usenet та Arpanet та створено кілька університетських мереж: CSNET, Theorynet та BITNET.

### NSFNet
На початку 1980-х років Національний науковий фонд (NSF) фінансував національні суперкомп'ютерні центри в декількох університетах США та 1986 року забезпечив їх зв'язок за допомогою проєкту NSFNet. Так було створено можливість мережного доступу до обчислювальних потужностей цих суперкомп'ютерів для дослідницьких та наукових організацій у США. Міжнародні зв'язки з NSFNet, поява такої архітектури, як система доменних імен (DNS), і прийняття в наявних мережах на міжнародному рівні протоколу TCP/IP ознаменували початок інтернету.
Наприкінці 1980-х почали з'являтися перші комерційні постачальники послуг інтернету (ISP), наприкінці 1989 та в 1990 році в кількох американських містах виникли обмежені приватні зв'язки з частинами інтернету комерційних структур. 1995 року NSFNet виведено з експлуатації, що зняло останні обмеження щодо використання інтернету для передавання комерційного трафіку.

### Всесвітня мережа
У березні 1989 року Тім Бернерс-Лі та Роберт Кайо подали до керівництва ЦЕРН проєкт мережі гіпертекстових документів під назвою «Всесвітня павутина» (World Wide Web). Це мала бути сукупність гіпертекстових документів для полегшення роботи в ЦЕРНі, яка пов'язувала документи в інформаційну систему, доступну з будь-якого вузла мережі. У грудні 1990 року Тім Бернерс-Лі створив основи HTML та перший вебсайт. Два роки по тому створено перший графічний веббраузер Mosaic. У 1994 році співавтор браузера Mosaic — Марк Андрессен з Університету Іллінойсу заснував в Каліфорнії корпорацію Netscape Communications, яка випускала популярний браузер Netscape.
Від середини 1990-х років інтернет справив революційний вплив на культуру, комерцію та технології через поширення спілкування електронною поштою, обміну миттєвими повідомленнями, телефонних голосових інтернет-дзвінків за протоколом VoIP, відеочатів, дискусійних форумів, блогів, соціальних мереж та вебсайтів інтернет-магазинів. Збільшується обсяг даних, які передаються на високій швидкості через волоконно-оптичні мережі, що працюють зі швидкістю 1 Гбіт/с, 10 Гбіт/с або більше. Поява та розвиток інтернету докорінно змінила світову систему комунікацій і була надзвичайно швидкою в історичному плані: в 1993 році через інтернет передавалось лише 1 % інформації двосторонніх телекомунікаційних мереж, в 2000 році — більше 51 % і більше 97 % всього обсягу телекомунікаційної інформації в 2007 році.
Інтернет продовжує розвиватись, збільшується обсяг інтернет-трафіку, інтернет-торгівлі, розваг (мобільні ігри, відео та аудіо сервіси) та кількість користувачів соціальних мереж. Разом з тим, майбутнє глобальної мережі може визначатися регіональними відмінностями у законодавстві, яке регулює доступ до інформації.

## Хронологія появи та розвитку інтернету

### 1938—1945
- Створення обчислювальних машин — комп'ютерів, для автоматизованих обчислень за програмами, що зберігалися на перфокартах або в пам'яті.

### Кінець 1950-х
- поява систем розподілу часу: кілька користувачів одночасно працюють на одній машині. Приклади: CTSS,[14] PLATO[15]

### 1959—1961
- створення першого мінікомп'ютера[16]

### Початок 1960-х
- поява ідеї мережі (спільна робота, обмін даними та електронною поштою), застосування в ARPA та різних американських університетах

### 1966
- перші експерименти з об'єднанням комп'ютерів у мережу, спонсоровані ARPA. Це агентство фінансувало створення першої мережі, що з'єднувала географічно віддалені комп'ютери — ARPANET

### 1969
- створення ARPANET, що забезпечувала передавання файлів, обмін даними та роботу з електронною поштою

### 1988
- створена система інтернет-дзвінків IRC.[17]

### 1989
- 13 березня 1989 року фізик Тім Бернерс-Лі оприлюднив свій проєкт розподіленої інформаційної системи на основі гіпертексту.[18]

### 1990
- грудень — вебсайт Info.cern.ch є адресою першого вебсервера, а адреса http://info.cern.ch/hypertext/WWW/TheProject.html — адресою першого вебсайту[19]

### 1991
- Вчені ЦЕРН розробили стандарт WWW
- скасовано заборону на використання інтернету в комерційних цілях
- в Європі створено перші сервери[20]
- весна — створено NASK[pl]
- квітень — створено протокол Gopher[21]
- грудень — перший сервер за межами Європи під назвою SLAC (Stanford Linear Accelerator Center) створено в США[22]

### 1992
- до листопада у світі створено 26 серверів[23]
- кількість комп'ютерів в інтернеті перевищила 1 000 000.

### 1993
- лютий — створено перший веббраузер для перегляду графічних сторінок — Mosaic (доступний для PC та Apple Macintosh)
- у жовтні вже існує понад 200 серверів у всьому світі
- з'явилось Tucows — одне з найбільших сховищ умовно-безкоштовного, безкоштовного і демо-програмного забезпечення

### 1994
- квітень — Yahoo![24]
- червень — запущено BBS Maloka
- 13 жовтня — прем'єра Netscape Navigator[25]
- поява браузера Opera[26]

### 1995
- 23 серпня презентовано веббраузер на основі коду Mosaic — Internet Explorer[27]
- 3 вересня було запущено EBay[28]
- запущено пошукову систему AltaVista[29]

### 1996
- створено пошукову систему HotBot[en][30]
- прем'єра CSS[31]
- створюється перша послуга обміну миттєвими повідомленнями — ICQ[32]
- створюється портал Internet Archive, на якому зберігаються заархівовані версії вебсайтів

### 1997
- офіційний випуск PHP[33]
- створено JavaScript[34]
- зареєстровано домен Google.com[35]
- створена перша MMO гра (за допомогою інтернету) — Ultima Online[36]
- Nokia 9000i Communicator — перший мобільний інтернет-пристрій[37]

### 1998
- створено компанію Google Technology Inc. (тепер Google Inc.)[38]

### 2000
- прем'єра XHTML[39]
- створено стрічку новин RSS[40]
- 11 липня — індекс пошуку Google перевищив 1 млрд позицій[41]

### 2003
- травень — створено соціальну мережу для встановлення ділових контактів LinkedIn[42]
- створено першу програму для голосових дзвінків Skype[43]

### 2004
- 4 лютого — створено Facebook[44]
- 17 лютого — індекс Google перевищив 6 мільярдів позицій.[45]
- 9 листопада — вийшла версія 1.0 браузера Mozilla Firefox[46]

### 2005
- лютий — створено відеохостинг YouTube[47]
- червень — створено агрегатор соціальних новин Reddit[48]

### 2006
- квітень — створено стримінговий сервіс потокового аудіо Spotify[49]
- липень — створено мережу мікроблогів Twitter[50]
- грудень — створено WikiLeaks[51]

### 2007
- створено соціальну мережу Мой мир[52]
- лютий:
  - запущено платформу для створення та підписання петицій Change.org[en][53]
  - створено сервіс мікроблогів Tumblr[54]

### 2008
- жовтень — створено стримінгову платформу SoundCloud[55]

### 2009
- лютий — створено месенджер для смартфонів WhatsApp[56]
- вересень — створено освітній проєкт Brainly[57]

### 2010
- червень — створено соціальну мережу запитань і відповідей Ask.fm[58]
- липень — створено соціальну мережу з розміщення фотографій та відео Instagram[59]
- листопад — створено застосунок VoIP для смартфонів Viber[60]

### 2011
- березень — створено соціальний вебсервіс для створення колекцій фото та відео Pinterest[61]
- березень — створено соціальну мережу та мобільний застосунок для обміну короткими відео Kwai[en][62]
- вересень — створено мультимедійний мобільний застосунок та соціальну мережу для обміну фото та відео Snapchat[63]

### 2012
- травень — створено соціальну мережу MeWe[en][64]

### 2013
- серпень — створено багатоплатформовий месенджер Telegram[65]

### 2015
- травень — створено платформу обміну миттєвими повідомленнями та цифрового розповсюдження інформації Discord[66]

### 2016
- вересень — створено соцмедійний застосунок для створення та поширення коротких відео та проведення онлайн-трансляцій TikTok (відомий у Китаї як Douyin)[67]

### 2017
- липень — створено соціальну мережу Likee[68]